# Reinildo Mandava
Reinildo Isnard Mandava (nascut el 21 de gener de 1994), també conegut com a monònim Reinildo, és un futbolista professional de Moçambic que juga com a lateral esquerre al  Sunderland i a la selecció de Moçambic.

## Carrera de club
Nascut a Beira, Mandava va començar la seva carrera futbolística amb Ferroviário da Beira i GD Maputo. El desembre de 2015, va fitxar pel club portuguès Benfica i va ser assignat al seu equip de reserva . El juny de 2017, va ser cedit a l'Sporting da Covilhã a LigaPro per una temporada.
El 2018 es va traslladar al Belenenses SAD, i el gener de 2019 es va traslladar al club francès Lille en préstec amb una opció de 3 milions d'euros per comprar el jugador al final de la temporada. El 31 de maig de 2019, es va confirmar que Lille havia completat la compra permanent de Mandava.
El 31 de gener de 2022, el club espanyol Atlético de Madrid va anunciar la cessió de Mandava amb un contracte de tres anys i mig.

## Carrera internacional
Mandava va fer el seu debut internacional amb Moçambic el 2013.

## Palmarès
Lille
- Lliga 1: 2020-21
- Trophée des Campions: 2021[7]

Moçambic
- Subcampió de la Copa COSAFA: 2015[8]

Individual
- Equip de l'any de la Lliga 1 de la UNFP : 2020-21[9]